# الهروب من السجن: الهروب الأخير
بريزون بريك: الهروب الاخير هو فيلم تلفزيوني من إثارة تم إنتاجه في الولايات المتحدة وصدر في سنة 2009. الفيلم من إخراج براد تيرنر وكيفين هوكس من بطولة دومينيك بورسيل ووينتورث ميلر وأموري نولاسكو وروبرت نبر وجودي لين اوكيف.

## الممثلون والشخصيات
- دومينيك بورسيل بدور لينكون بوروز
- وينتورث ميلر بدور مايكل سكوفيلد
- أموري نولاسكو بدور فرناندو سوكري
- روبرت نبر بدور تي-باغ
- سارة وين كوليز بدور سارا تانكريدي
- ويليام فيكنر بدور ألكساندر ماهون

## روابط خارجية
- بريزون بريك: الهروب الأخير على موقع IMDb (الإنجليزية)
- بريزون بريك: الهروب الأخير على موقع نتفليكس (الإنجليزية)
- بريزون بريك: الهروب الأخير على موقع فيلمافينيتي (الإسبانية)
- بريزون بريك: الهروب الأخير على موقع قاعدة بيانات الفيلم (الإنجليزية)
- بريزون بريك: الهروب الأخير على موقع ليتربوكسد (الإنجليزية)
- بريزون بريك: الهروب الأخير على موقع كينوبويسك (الروسية)